# Old Town/Chinatown megállóhely
Old Town/Chinatown megállóhely a Metropolitan Area Express kék és piros vonalainak, valamint a TriMet autóbuszainak megállója az Oregon állambeli Portlandben. 2004 és 2009 között a sárga vonal is megállt itt, de annak megállóját a Portland Transit Mallhoz helyezték át.
Az északnyugati első sugárúton elterülő megálló szélső peronos, a vonatokra a járdáról lehet felszállni. A közelben van a Union Station, ahol az Amtrak vonataira és a Greyhound Lines távolsági buszaira lehet átszállni.

## Autóbuszok
- 4 – Division/Fessenden (Gresham Transit Center◄►Richmond Road)[2]
- 8 – Jackson Park/NE 15th (►Martin Luther King Jr Boulevard (körjárat))[3]
- 16 – Front Ave/St. Helens Rd (1st Avenue/Oak Street◄►Sauvie Island[4]
- 35 – Macadam/Greeley (University of Portland◄►Oregon City Transit Center[5]
- 44 – Capitol Hwy/Mocks Crest (Pier Park◄►PCC Sylvania[6]
- 77 – Broadway/Halsey (Montgomery Park◄►Frontage Road)[7]

| Előző állomás                                           |  | Metropolitan Area Express |  | Következő állomás                                                 |
| ------------------------------------------------------- |  | ------------------------- |  | ----------------------------------------------------------------- |
| Skidmore Fountaintovább Hatfield Government Center felé |  | Kék vonal                 |  | Rose Quarter pályaudvartovább Cleveland Avenue felé               |
| Skidmore Fountaintovább Beaverton pályaudvar felé       |  | Piros vonal               |  | Rose Quarter pályaudvartovább Portland International Airport felé |

## Fordítás
- Ez a szócikk részben vagy egészben  az   Old Town/Chinatown MAX Station című angol Wikipédia-szócikk ezen változatának fordításán alapul.  Az eredeti cikk szerkesztőit annak laptörténete sorolja fel. Ez a jelzés csupán a megfogalmazás eredetét és a szerzői jogokat jelzi, nem szolgál a cikkben szereplő információk forrásmegjelöléseként.